# 烏溪沙 (選區)
烏溪沙（英語：Wu Kai Sha，代號R29）是香港沙田區議會屬下的選區，2015年設立，2023年取消，前任區議員為獨立民主派李永成。現有烏溪沙選區屬於第二代，而第一代烏溪沙選區是現有利安選區的前身。

## 範圍
選區位於馬鞍山新市鎮東北部，包括烏溪沙、雅典居、銀湖天峰及迎海，與其相鄰的選區有馬鞍山市中心、富龍及利安選區，與西貢北的十四鄉接壤，並且以吐露港與船灣淡水湖相對，投票站設於利安社區會堂。

## 沿革
烏溪沙一帶屬馬鞍山新市鎮較遲發展的部分，起初只有幾條鄉村，以烏溪沙青年新村最為著名。八十年代香港政府發展馬鞍山新市鎮，人口逐漸進多，由1988年區議會選舉開始，馬鞍山新市鎮劃為雙議席馬鞍山選區。而1982年及1985年選舉整個馬鞍山則被劃入小瀝源相關選區的一部分。1988年選舉吸引到6名候選人參選，最終由陳道煬及李寶明勝出。其後1991年區議會選舉馬鞍山雙議席選區以恒安邨南北改劃為馬鞍山、烏溪沙兩個單議席選區，當中烏溪沙選區由代表港同盟的李寶明打敗黃錦明及曾耀冬當選。
馬鞍山新市鎮人口不斷增加，1994年區議會選舉馬鞍山、烏溪沙兩個單議席選區分拆出富寶、錦英、耀安、恆安選區，而烏溪沙（編號R17）選區則包括現時烏溪沙以及現時利安選區範圍，當時由代表港同盟匯點的方國楝打敗陳漢英及民建聯董惠明當選。1999年區議會選舉，劃出雅典居一帶到馬鞍山市中心後，基於利安邨人口較多而改名為利安選區。
2014年選管會以原有馬鞍山市中心、富龍及利安選區人口過多，將原屬馬鞍山市中心選區的雅典居、富龍選區內烏溪沙村、白石、迎海、連同利安選區內銀湖天峰等合併成烏溪沙選區，由於劃界依從新民黨/公民力量有關保留富龍選區的方案，而非按照諮詢期間所建議的烏溪沙村、白石、迎海、銀湖天峰及翠擁華庭組合成烏溪沙選區，被指是為建制派度身訂造。
2015年區議會選舉，民建聯派出蕭震然參選，而民主黨派李永成到此區參選，最後李以1,567票當選，蕭則得到1,121票。其後李永成跟隨前綫系其他成員因將軍澳都善選區爭議，2018年12月退出民主黨，2019年5月有關成員組合為區政聯盟，李永成亦有加入。
2019年區議會選舉，李永成取得六成選票，多於民建聯吳卓璟及獲城邦派陳云根支持的蔡佳鏗而成功連任。2020年區政聯盟重組後，沙田區政退出區政聯盟，李只以沙田區政名義活躍。2021年6月25日沙田區政宣佈解散，成員改以獨立民主派身份活動。2021年7月，李氏因應政府計劃追討協助民主派初選區議員的酬金津貼傳聞所帶動的區議員辭職潮中，辭去區議員職務。

## 歷屆議員
| 屆別                 | 議員   | 政治聯繫          |      |
| -------------------- | ------ | ----------------- | ---- |
| 2016年－2019年       | 李永成 | 民主黨 → 沙田區政 |      |
| 2020年－2021年7月6日 | 李永成 | 沙田區政          |      |
| 2021年7月7日－2023年 | 懸空   | 懸空              | 懸空 |

## 歷屆選舉結果
| 政党   | 政党     | 候选人    | 票数  | %     | ±      |
| ------ | -------- | --------- | ----- | ----- | ------ |
|        | 無黨派   | ①. 蔡佳鏗 | 250   | 3.63  | 不適用 |
|        | 民建聯   | ②. 吳卓璟 | 2,469 | 35.86 | ▼5.84  |
|        | 沙田區政 | ③. 李永成 | 4,167 | 60.51 | ▲2.21  |
| 多数票 | 多数票   | 多数票    | 1,698 | 24.66 | ▲8.06  |

| 政党   | 政党   | 候选人    | 票数  | %     | ±      |
| ------ | ------ | --------- | ----- | ----- | ------ |
|        | 民主黨 | ①. 李永成 | 1,567 | 58.30 | 新選區 |
|        | 民建聯 | ②. 蕭震然 | 1,121 | 41.70 | 新選區 |
| 多数票 | 多数票 | 多数票    | 446   | 16.6  | 新選區 |